# Sylvain-Phalier Lejeune
Pour les articles homonymes, voir Lejeune.
Sylvain-Phalier Lejeune, né le 19 août 1758 à Issoudun, mort le 7 février 1827 à Saint-Josse-ten-Noode, est un homme politique de la Révolution française. 

## Biographie

### Mandat à la Convention
La monarchie constitutionnelle mise en application par la constitution du 3 septembre 1791 prend fin à l'issue de la journée du 10 août 1792 : les bataillons de fédérés bretons et marseillais et les insurgés des faubourgs de Paris prennent le palais des Tuileries. Louis XVI est suspendu et incarcéré, avec sa famille, à la tour du Temple. 
En septembre 1792, Sylvain-Phalier Lejeune, alors administrateur du directoire du district d'Issoudun, est élu député du département de l'Indre, le cinquième sur six, à la Convention nationale. Il ne saurait être confondu avec son collègue homonyme René-François Lejeune, député de la Mayenne. 

#### Le député de la Montagne
Il siège sur les bancs de la Montagne. Le 9 décembre 1792, il prononce une opinion sur les subsistances au terme de laquelle il propose : 
Ainsi, je demande donc :
1° Le supplice du tyran et l’expulsion de sa famille entière, dans le plus court délai possible ; [...]

3° Que des travaux publics soient adjugés, et ouverts dans chaque département de l'Empire ; un recensement général des blés récoltés dans l'étendue de la France, et que les propriétaires de grains soient contraints de les conduire aux marchés, et de les vendre ; [...]
Lors du procès de Louis XVI, il vote la mort et se prononce contre l'appel au peuple et contre le sursis à l'exécution de la peine. Il affirme, lors du deuxième appel nominal, relatif à l'appel au peuple : 
[...] je me croirais coupable de tous le sang que cette mesure pourrait faire couler, je dis non.
Le 13 avril, il est absent lors du scrutin sur la mise en accusation de Jean-Paul Marat. Le 28 mai, il vote contre le rétablissement de la Commission des Douze. Il approuve les journées du 31 mai et du 2 juin ; le 8 juin, il critique les mesures que propose Bertrand Barère (député des Hautes-Pyrénées), au nom du Comité de Salut public, qu'il juge insuffisantes :
Je [...] demande : 

1° Que toute administration qui se permettra quelque acte tendant au fédéralisme soit cassée, et que l'exercice de ses fonctions soit conféré provisoirement aux administrateurs de district de son ressort [...].
Le 2 août, il demande que Charles Alexis Brûlart de Genlis (député de la Somme) soit décrété d'accusation devant le tribunal révolutionnaire, son épouse, Félicité de Genlis, étant passé à l'émigration et ayant rejoint Louis-Philippe d'Orléans. 
Le 5 septembre, Lejeune est élu secrétaire de la Convention aux côtés de Jacques Garnier (député de la Charente-Inférieure) et de Dominique-Vincent Ramel-Nogaret (député de l'Aude) sous la présidence de Jacques-Nicolas Billaud-Varenne (député de la Seine). 
Le 11 septembre, Lejeune est élu membre du Comité de sûreté générale. Le 14, il en sort à l'initiative du remaniement opéré à l'initiative du Comité de Salut public, dominé par Maximilien de Robespierre, qui choisit des membres moins favorables à Georges Danton,. 

#### Le représentant en mission
Le 9 mars 1793, Sylvain-Phalier Lejeune est envoyé en mission aux côtés de Pierre-François Piorry (député de la Vienne) dans les départements de l'Indre et de la Vienne afin d'y accélérer la levée en masse. Le 30 avril, il est rappelé à Paris. 
Le 1er août 1793, il est envoyé en mission, aux côtés de ses collègues Jean-Marie Collot d'Herbois (député de la Seine), de Jacques Isoré (député de l'Oise) et de Joseph Lequinio (député du Morbihan), dans les départements de l'Aisne et de l'Oise, afin d'y « faire toutes les réquisitions qu'exige le salut public ».  Au cours de leur mission, lui et Lequinio font arrêter les nobles de l'Aisne. 
Le 26 septembre, il est renvoyé en mission dans le département de l'Aisne, cette fois aux côtés de Louis-Félix Roux (député de la Haute-Marne), afin d'y « prendre les mesures de salut public  qui seront nécessaires et accélérer l'exécution des lois relatives aux subsistances ». 
Le 9 nivôse an II (le 29 décembre 1794), il est envoyé en mission dans les départements du Doubs et du Jura afin d'y organiser le gouvernement révolutionnaire. Le 13 germinal (le 13 avril), sa mission est étendue au département de la Haute-Saône. 

#### Le «dernier Montagnard»
Après la chute de Robespierre, Sylvaine-Phalier Lejeune est rappelé à la Convention, le 19 thermidor (le 6 août). 
Il fait partie, d'après l'historienne Françoise Brunel, des « derniers Montagnards ». Le 13 prairial an III (le 1er juin 1795), au terme du rapport de Pierre-Toussaint Durand de Maillane (député des Bouches-du-Rhône), membre du Comité de législation, et sur une dénonciation du district de Besançon, Lejeune est décrété d'arrestation. Il est libéré par la loi d’amnistie votée lors de la clôture de la Convention.

### Du Directoire à l'exil
Sous le Directoire, il est nommé contrôleur principal des droits réunis à Murat (Cantal), puis, quand ce contrôle est supprimé comme trop proche de Saint-Flour, à Saint-Affrique (Aveyron). Privé de cet emploi sous le Consulat, il se retire à Orléans. Pendant les Cent-Jours, il est à Paris avec sa femme et sa fille, rue Montagne-Sainte-Geneviève. En 1816, il s'exile volontairement en Belgique. En effet, d'après une note conservée aux Archives nationales, il peut rentrer en France quand il veut, ne figurant pas sur les registres des signataires de l'Acte additionnel). Installé à Saint-Josse-ten-Noode, dans la périphérie de Bruxelles, il meurt dans cette commune en 1827, après son épouse, Jeanne-Françoise Prévost.